# De jeugd van Alex
De jeugd van Alex is een Franse stripreeks die zich afspeelt in de klassieke oudheid. De reeks wordt getekend door Laurent Libessart (eerste twee delen) en Olivier Weinberg. De reeks wordt geschreven door Marc Bourgne. De uitgeverij is Casterman.
De reeks is een spin-off van Alex bedacht door Jacques Martin en vertelt de verhalen uit de Gallische jeugd van Alex en besteedt aandacht aan de politieke verwikkelingen uit deze periode.
Uitgeverijgroep Standaard maakte in maart 2023 bekend de reeks na deel 3 niet meer te vertalen naar het Nederlands.

## Albums
| Jaar | Titel                         | Tekenaar          | Scenarist    | Originele titel (jaar)        |
| ---- | ----------------------------- | ----------------- | ------------ | ----------------------------- |
| 2019 | De kindertijd van een Galliër | Laurent Libessart | Marc Bourgne | L'Enfance d'un gaulois (2019) |
| 2021 | Het volk van het vuur         | Laurent Libessart | Marc Bourgne | Le peuple du feu (2021)       |
| 2022 | De demon van Torralba         | Olivier Weinberg  | Marc Bourgne | Le démon de Torralba (2022)   |

## Enkel in het Frans verschenen
Niet alle albums zijn vertaald uit het Frans naar het Nederlands. 
| Jaar | Titel             | Tekenaar         | Scenarist    | Uitgeverij |
| ---- | ----------------- | ---------------- | ------------ | ---------- |
| 2023 | La Reine en Péril | Olivier Weinberg | Marc Bourgne | Casterman  |